# Ritmo 0
Ritmo 0, (Rhythm 0 en inglés) es una obra de arte conceptual y de performance de Marina Abramović desarrollada en 1974 durante seis horas en Estudio Morra, Nápoles.

## Desarrollo
La propuesta performativa consistía en invitar a la audiencia a utilizar setenta y dos objetos en el cuerpo de la propia artista. Todos los objetos se encontraban en una mesa y la artista de pie en el centro. Los objetos consistían en una rosa, una pluma, perfume, miel, pan, uvas, vino, tijeras, un bisturí, clavos o una barra de metal. La obra surge desde el cuestionamiento de la artista de dónde estarían los límites del visitante. Los participantes intervenieron el cuerpo de Abramović, rasgando las vestiduras y pintando su cuerpo. Según Abramović y varios críticos asistentes, su cuerpo fue llevado al límite.

## Instrucciones
Sus instrucciones estuvieron colocadas en la mesa: 

Hay 72 objetos en la mesa que uno puede utilizar en mí. Yo soy el objeto. Durante este periodo mi responsabilidad es plena. Duración: 6 horas (20h a 2h).